# Salins (Valais)
Salins és un municipi de Suïssa, al Valais, districte de Sion. Té una superfície de 4,15 km² i 767 habitants. És de parla francesa.